# Dierrey-Saint-Julien
Dierrey-Saint-Julien è un comune francese di 265 abitanti situato nel dipartimento dell'Aube nella regione del Grand Est.

## Società

### Evoluzione demografica
Abitanti censiti